# Rue Léon-Séché
La rue Léon-Séché est une voie du 15e arrondissement de Paris.

## Origine du nom
Elle porte le nom du poète français Léon Séché (1848-1914).

## Historique
La voie est ouverte et prend sa dénomination actuelle en 1932 sur l'emplacement de l'ancienne usine à gaz de Vaugirard.